# Jalal
Jalal (traslitterato anche come Galal) è un nome proprio di persona arabo e persiano maschile.

## Varianti in altre lingue
- Albanese: Xhelal[1]
- Curdo: جەلال (Celal)[1]

## Origine e diffusione
Riprende un vocabolo arabo che vuol dire "grandezza", "gloria", "dignità", "signorilità"; è quindi analogo per significato ai nomi Gloria, Clio e İzzet.

## Persone

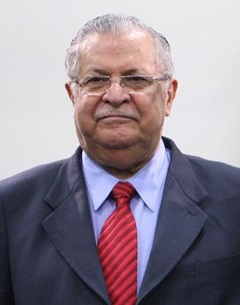
Jalal Talabani

- Jalal Dabagh, politico, scrittore e giornalista iracheno
- Jalal Harutyunyan, generale karabakho
- Jalal Hasan, calciatore iracheno
- Jalal Hosseini, calciatore iraniano
- Jalal Talabani, politico e guerrigliero iracheno

### Varianti
- Celal Atik, lottatore turco
- Galal Yafai, pugile britannico